# Marcelina Elexgaray Arrospide
Marcelina Elexgaray Arrospide (Busturia, 26 de abril de 1877-Bilbao, 15 de noviembre de 1962) fue una cocinera y hostelera vasca. Regentó el restaurante La Busturiana en el barrio de San Francisco de Bilbao.

## Biografía
Marcelina nació en el municipio de Busturia, en el caserío Etxebarriatze, el 26 de abril de 1877, hija de Eulogio Elexgaray y Antonia Florencia Arróspide. En lo que respecta al apellido paterno, algunas fuentes lo recogen también como Elesgaray o Elezgaray.En este artículo se ha respetado la grafía que aparece en el registro de bautismo.
Siendo joven se trasladó a Bilbao, y trabajó como sirvienta en un local de la calle Arbolantxa que daba comidas para los trabajadores de la zona cercana de los muelles de Uribitarte, marinos, trabajadores de los almacenes y cargueras, donde adquirió experiencia en la cocina.
En Bilbao conoció al que sería su marido,  Secundino Amezua Oregui, natural de  Garay, que era hijo de Juan Amezua y Bibiana Oregui y fue bautizado el uno de junio de 1872. Según el padrón de 1895, Secundino vivía en la calle del Cristo, era jornalero y analfabeto.En el caso de Secundino, también se da un problema con el nombre, al aparecer en múltiples ocasiones, sobre todo en los trámites municipales, como Segundo Amezua.Marcelina y Secundino contrajeron matrimonio el 18 de agosto de 1900 en Begoña. La pareja tuvo nueve hijos e hijas: Nicolás, Félix, Felisa, Florentina, Felipe, Lorenzo, Benito, Segundo y María.

#### Fallecimiento
Marcelina Elexgaray Arróspide, falleció en su casa de la calle Hernani el 15 de noviembre de 1962, con 85 años de edad. Su esposo Secundino había fallecido mucho antes, el siete de noviembre de 1933 a la edad de sesenta y un años.

## La Busturiana en la calle Hernani

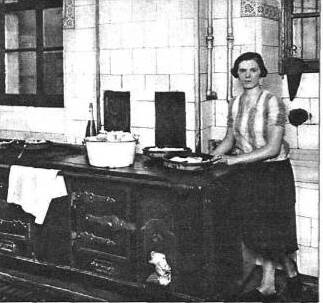
Antoia Elexgaray, sobrina de Marcelina, en la cocina de La Busturiana

#### Taberna de Hernani 3
Pareja emprendedora, al mismo tiempo que hacían los planes de matrimonio comenzaron a planificar la industria que sería el sustento de la nueva familia. El año anterior a la boda, en 1899, Secundino Amezua tramitó en el ayuntamiento una solicitud de autorización para tomar en traspaso una taberna que Juan Unamuno tenía abierta en el número tres de la calle Hernani.
Si bien todas las fuentes consultadas están de acuerdo en que el primer negocio de "La Busturiana" estuvo situado en la calle Hernani, algunas lo sitúan en el número 1,mientras que la documentación municipal sitúa el local en el número tres. Sobre el objeto de este primer negocio tampoco hay acuerdo. Lo que para unos era un ultramarinos,para otros era una casa de comidas,o incluso un restaurante.Posiblemente lo fuese todo a la vez, pero en cambio el ayuntamiento de Bilbao tenía muy claro, como se ve a continuación, el sistema de clasificación del negocio y sus diferentes categorías.
Este primer negocio de La Busturiana, nombre que se mantuvo constante a pesar de los cambios de ubicación, duró unos pocos años, dado que en 1904 Secundino solicitó al ayuntamiento permiso para el traslado de la taberna establecida en la calle Hernani número tres a otro local en el número nueve de la misma calle.

#### Taberna de Hernani 9, La Busturiana
Todo el proceso de cambio se llevó a cabo entre 1904 y 1905. De nuevo, fue Secundino quien solicitó el permiso para la colocación de un rótulo anunciador con la inscripción  «La Busturiana» en la fachada de la taberna de la calle Hernani número nueve.De hecho, será Secundino Amezua quien conste en todos los trámites oficiales. En 1907 parece que el negocio prospera, ya que se solicitó el cambio a primera categoría para su taberna, que era de segunda.En 1913, renovaron el rótulo que tenían instalado.En 1919 volvieron a solicitar la clasificación de taberna de primera categoría, por lo que se deduce que su solicitud de 1907 no debió de ser aprobada.

### Restaurante La Busturiana de Hernani 9
Las cosas siguieron yendo bien en La Busturiana. El año 1920 la solicitud de nueva clasificación que tramitaron fue de restaurante de tercera categoría para su, todavía, taberna,y encontramos que la respuesta municipal fue positiva, ya que al año siguiente, en 1921, solicitaron permiso para colocar un foco eléctrico en la puerta de entrada del, ya si, Restaurante La Busturiana.
Las siguientes obras de las que tenemos conocimiento son las de un negocio asentado y en franca expansión. Entre 1924 y 1925 solicitan permiso para ejecutar obras de reforma en la planta baja de la casa de la calle Hernani número nueve, que era de su propiedad, con objeto de habilitar un restaurante, un almacén de bacalaos y una tienda de ultramarinos, con planos y un proyecto del arquitecto Ángel Líbano de 1925.

## La fama
Durante el siglo XIX y principios del siglo XX se extendió la costumbre de crear sociedades, clubs, conocidos localmente como cuarteles y más modernamente como txokos, entre la buena sociedad bilbaína. También el gran despegue económico de Bilbao en esta época generó una cultura del restaurante que La Busturiana supo aprovechar, organizando y consolidando un restaurante de categoría. Estas sociedades eran lugares de encuentro masculinos para el ocio y la socialización, que encargaban de fuera la comida que fuesen a consumir. La cercanía entre una de las más importantes de Bilbao, la Sociedad Bilbaína, creada por la burguesía local en 1839, y que tuvo su primera sede social en la plaza Nueva, y el gran nivel de cocina del bacalao de La Busturiana, hizo que la fama de esta se extendiese.
La época de gloria del restaurante se dio entre 1915 y su cierre en 1927, especialmente durante los años cercanos a la Primera Guerra Mundial. Marcelina adquirió el edificio del número 9 de la calle Hernani, que constaba de cinco pisos, con el domicilio en el tercer pisoe instalando los comedores en la primera planta.

## La importancia del bacalao
La pesca y el consumo del bacalao es parte de la historia del País Vasco, y están documentadas las expediciones vascas a la pesca del bacalao desde por lo menos el siglo XV. No es de extrañar, pues, que el término castellano bacalao, según la RAE, proceda del euskera.
El restaurante La Busturiana estuvo especializado en la cocina del bacalao en salazón, hecho a la vizcaína, en salsa verde o al pil-pil, las elaboraciones tradicionales de la cocina vasca, y con una receta propia, el bacalao a la busturiana, que se hizo famosa.

## Envío a domicilio

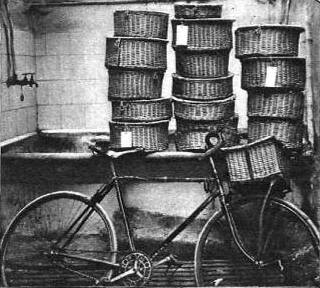
Cestas para el envío de los pedidos por ferrocarril

La fama del bacalao de Marcelina rompió fronteras. Su producto, desbordando la zona metropolitana de la ría del Ibaizabal, llegaba a cualquier ciudad de la península ibérica e incluso a las capitales francesa y española. Las residencias reales de la zona, como el palacio de Miramar o el de la Magdalena, estaban en su lista de clientes.
Marcelina colocaba dentro de unas cestas las cazuelas del bacalao guisado que había elaborado en el barrio de San Francisco, para que llegaran en ferrocarril a sus destinos.

## El problema del año 30
En la revista Vida Vasca, número siete, del año 1930, página 87se publicó un artículo firmado por Eduardo López del Olmo que se titulaba Crónica Humorística,el Bacalao a la Vizcaína y decía así:
"(...) todo lo bueno se mixtifica o se falsifica porque la codicia de los hombres no perdona (...) no hace mucho tiempo que en un restaurant, que ya no existe, el bacalao a la vizcaína,ya fuera en salsa roja,ya al pir-pir había alcanzado gran fama y allí acudían los aficionados a tan rico manjar (...) Un buen día (...) se le ocurrió al inspector de sanidad visitar el afamado restaurant.(...) Destapó calderos y cacerolas, y encontró el bacalao de  inferior calidad puesto a remojo con sosa. (y) un compuesto de goma laca con una materia colorante (...) y   pasara por el de de mejor clase.(...)"
- En mayo de 1930, Secundino Amézua respondió a lo que consideró calumnias sobre su establecimiento por medio de un artículo en el Noticiero Bilbaíno, que se titulaba ¡Cortando el paso a la calumnia!

"Desde hace algún tiempo corre el rumor (...) que en el establecimiento de mi propiedad titulado la Busturiana, se confeccionaban los platos de bacalao, que al público se servían, utilizando ingredientes atentatorios a la salud; y se hacía depender el cierre de mi antiguo restaurant de esta causa (...) Me interesa cortar este rumor calumnioso para mi honorabilidad personal (...)"

## La tienda de bacalao La Busturiana

#### Cierre del restaurante
Si partir de 1925 regentaban, además del restaurante, el almacén de bacalaos y la tienda de ultramarinos, el primero de julio de 1927 se cerró el restaurante, al tiempo que se mantuvieron el comercio de ultramarinos y venta de bacalao, así como el servicio a domicilio de encargos de bacalao "condimentado".
Negocio de transmisión familiar
El orden de transmisión del negocio de La Busturiana fue el siguiente: tras Marcelina se hizo cargo su hijo Lorenzo Amezua Elexgaray, después lo cogió su hermano Benito que, posteriormente, se lo dejó a su hija Begoña Amezua, que al retirarse en el 2001 acabó con la trasmisión familiar, y por último Pío González, su último propietario. Trabajador de la empresa durante treinta años,entró con veinte como repartidor, llevando los pedidos de bacalao por bares y domicilios. En esos tiempos trabajaban en la tienda cinco personas, dos para cortar y dos para servir, además del repartidor. Años después, ocupó el puesto de cortador, hasta que en el año 2001 se hizo cargo del comercio.

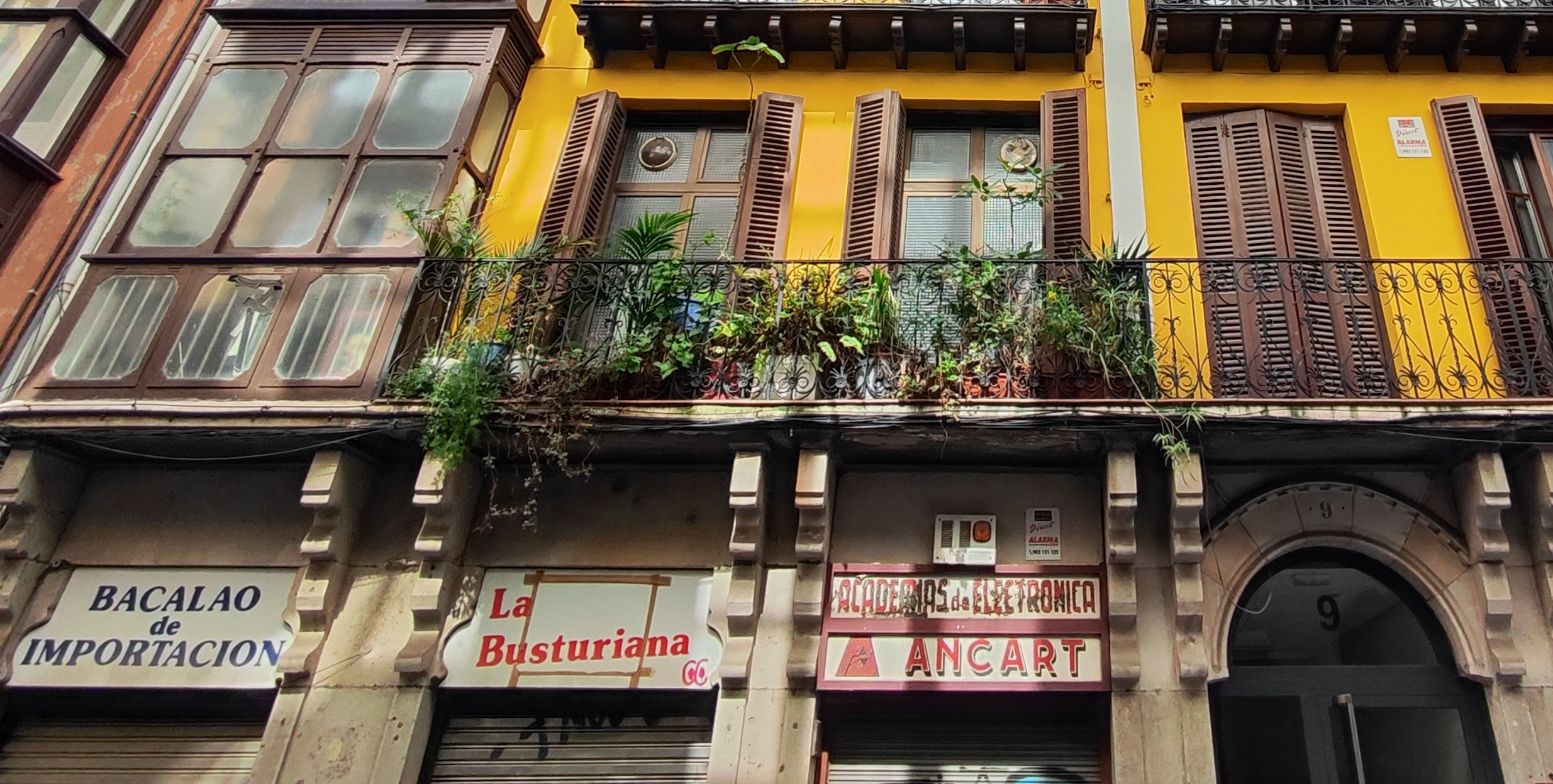
Antiguo local de La Busturiana en Hernani 9

#### Cierre de La Busturiana
La Busturiana cerró sus puertas definitivamente en 2014. Pío González y Mari López, el matrimonio propietario del histórico comercio, decidieron cerrar el negocio después de trece años, ante la escasez de clientes. Los cambios de costumbres acabaron con una tienda que durante muchos años fue referencial  en la venta de bacalao.

## El bacalao a la Busturiana
La especial forma en que Marcelina cocinaba el bacalao (sin profundizar en si es técnicamente bacalao al pil-pil, bacalao ligado o bacalao ligado a la busturiana) generó la necesidad de poner nombre a aquel guiso que estuvieron a punto de nombrar como bacalao a la bilbaína. Pero Marcelina defendió que debía ser a la busturiana gentilicio con el que la gente la conocía, en memoria de su pueblo natal.

#### Receta recogida por K-Toño[29]Frade Villar:
Se parte el bacalao en tajadas y se ponen a remojo desde el mediodía de hoy hasta el mediodía del día siguiente, cambiando el agua a la noche y a las ocho de la mañana. A media mañana se sacan las tajadas y se des-escaman (cuando estén a remojo hay que procurar que tengan la piel hacia arriba). En una cazuela aparte se pone agua a calentar, se introducen las tajadas y antes del minuto se sacan de nuevo y se les quitan las espinas. En una sartén se ponen a freír bastantes ajos, se retiran una vez dorados, se echa el aceite en una cazuela de barro y se ponen las tajadas de bacalao junto con unas “arbejillas” y perejil picadito. Se ponen en un plato sopero dos yemas de huevo con pan rayado, se le añade caldo de gallina y se pasa por un colador echándolo a la cazuela hasta que cuajen las tajadas. Se añaden unas setitas o champiñones, se fríe un poquito y se coloca en la cazuela con unos esparraguitos de adorno, se calienta la cazuela a la hora de comer y... ¡Listo!.